# A szél fiai
A szél fiai vagy más címen Az aztékok bukása (eredeti cím: Hijos del viento) 2000-ben bemutatott olasz–portugál–spanyol–mexikói kalandfilm, amelynek főszereplője José Sancho, de Bud Spencer is feltűnik mellékszereplőként. Az élőszereplős játékfilm rendezője José Miguel Juárez, producere Antonio Pozueco. A forgatókönyvet José Miguel Juárez, Daniela Fejerman és Inés Paris írta, a zenéjét Pablo Arellano szerezte. A mozifilm a Smile Production gyártásában készült. Műfaja kalandos filmvígjáték.
Spanyolországban 2000. június 16-án mutatták be a mozikban, Magyarországon négy szinkronos változat is készült belőle, amelyből 2001-ben az első-két szinkront az RTL Klub-on és a TV2-n, a harmadikat 2010-ben a Film+-on, a negyediket 2011-ben a Viasat 3-on vetítették le a televízióban.

## Cselekmény
Az aztékok uralkodója, Moctezuma egy elvakult ember, aki fanatikusan hisz a természetfeletti erők létezésében és ezért még népét is veszélybe sodorja. Fia és utóda azonban elítéli kegyetlenkedéseit, és elhatározza, hogy igazságot szolgáltat. Kapóra jön, hogy spanyol katonák egy csapata, összesen két hajótörést szenved Mexikó partjainál, a vitézek ugyanis nemcsak a szép nőket szeretik, hanem a nemes, ámde nem veszélytelen küldetéseket is. Később a többi spanyol katona is megérkezik Hernán Cortés vezetésével, akinek célja az új föld meghódítása.

## Szereplők
| Szereplő              | Színész           | magyar hang                         | magyar hang                    | magyar hang                      | magyar hang                         |
| Szereplő              | Színész           | 1. magyar szinkron (RTL Klub, 2001) | 2. magyar szinkron (TV2, 2001) | 3. magyar szinkron (Film+, 2010) | 4. magyar szinkron (Viasat 3, 2011) |
| --------------------- | ----------------- | ----------------------------------- | ------------------------------ | -------------------------------- | ----------------------------------- |
| Hernán Cortés         | José Sancho       | Vass Gábor                          | Barbinek Péter                 | Sörös Sándor                     | Görög László                        |
| Quintero              | Bud Spencer       | Kránitz Lajos                       | Ujlaki Dénes                   | Faragó András                    | Papp János                          |
| Tizcuitl              | Ursula Murayama   | Németh Borbála                      | Major Melinda                  | Németh Kriszta                   | Kéri Kitty                          |
| Rodrigo               | Carlos Fuentes    | Czvetkó Sándor                      | Barát Attila                   | Zöld Csaba                       | Trokán Péter                        |
| Mixcoac               | Milton Cortés     | Bartucz Attila                      | Seder Gábor                    | Renácz Zoltán                    | Varga Rókus                         |
| Nezahual              | Jorge Galván      | Kardos Gábor                        | Dobránszky Zoltán              | Kajtár Róbert                    | Szersén Gyula                       |
| Zaabai                | Blanca Marsillach | N/A                                 | N/A                            | N/A                              | N/A                                 |
| Moctezuma, a császár  | Manuel Ojeda      | Papp János                          | Kárpáti Tibor                  | Rosta Sándor                     | Barbinek Péter                      |
| Malinalli             | Anilú Pardo       | Juhász Judit                        | Makay Andrea                   | Törtei Tünde                     | Törtei Tünde                        |
| A császár tanácsadója | Rafael Velasco    | Pálfai Péter                        | Imre István                    | Botár Endre                      | Dengyel Iván                        |
| Alvarado              | Carlos Reig-Plaza | N/A                                 | Kárpáti Levente                | Vári Attila                      | Papucsek Vilmos                     |

## Érdekesség
Ez volt az egyetlen Bud Spencer film, amit egynapos különbséggel vetített két országos kereskedelmi csatorna (RTL Klub és a TV2).

## Televíziós megjelenések
RTL Klub, Hálózat TV (1. szinkron), TV2, Film+, Viasat 3